# グレグ・リチャードソン
グレグ・リチャードソン（Greg Richardson、1958年2月7日 - ）は、アメリカ合衆国の男性プロボクサー。オハイオ州ヤングスタウン出身。元WBC世界バンタム級王者。フレア（flea:ノミ）」のニックネームで呼ばれた。

## 来歴
アマチュアボクシングでナショナル・ゴールデン・グローブフライ級王者（1974年）などの戦績を残した。
1982年2月22日、アメリカでプロデビュー。
1984年9月20日、17戦目でNABF北米バンタム級王座を獲得した。
1985年6月4日、20戦目で1階級上のUSBA全米ジュニアフェザー級王座を獲得した。
1987年7月10日、25戦目でWBC世界ジュニアフェザー級王者ジェフ・フェネックに挑戦し、5回TKO負けで世界王座獲得ならず。
1987年11月20日、USBA全米ジュニアフェザー級タイトルマッチで無敗の挑戦者ジェシー・ベナビデスと対戦し、12回判定負けで王座から陥落した。
1990年11月12日、階級を元に戻しUSBA全米バンタム級王座を獲得した。
1991年2月25日、32戦目でWBC世界バンタム級王者ラウル・ペレスに挑戦し、12回判定勝ちで世界王座を獲得した。
1991年5月20日、初防衛戦でビクトル・ラバナレスと対戦し、12回判定勝ちで防衛に成功した。
1991年9月19日、2度目の防衛戦で辰吉丈一郎と対戦し、10回終了時TKO負けで王座から陥落した。
1992年10月31日、1階級下のWBC世界ジュニアバンタム級王者文成吉に挑戦し、12回判定負けで世界2階級制覇ならず。
1996年6月5日の試合を最後に引退した。

## 獲得タイトル
- 第17代WBC世界バンタム級王座（防衛1度）